# Fittonia verschaffeltii
Fittonia verschaffeltii (Lem.) Coem. es una especie herbácea perteneciente a la familia de las acantáceas.

## Distribución
Es nativa del Perú, donde se encuentra en las selvas tropicales húmedas: (Perú, y también Brasil, Ecuador y Colombia).

## Descripción

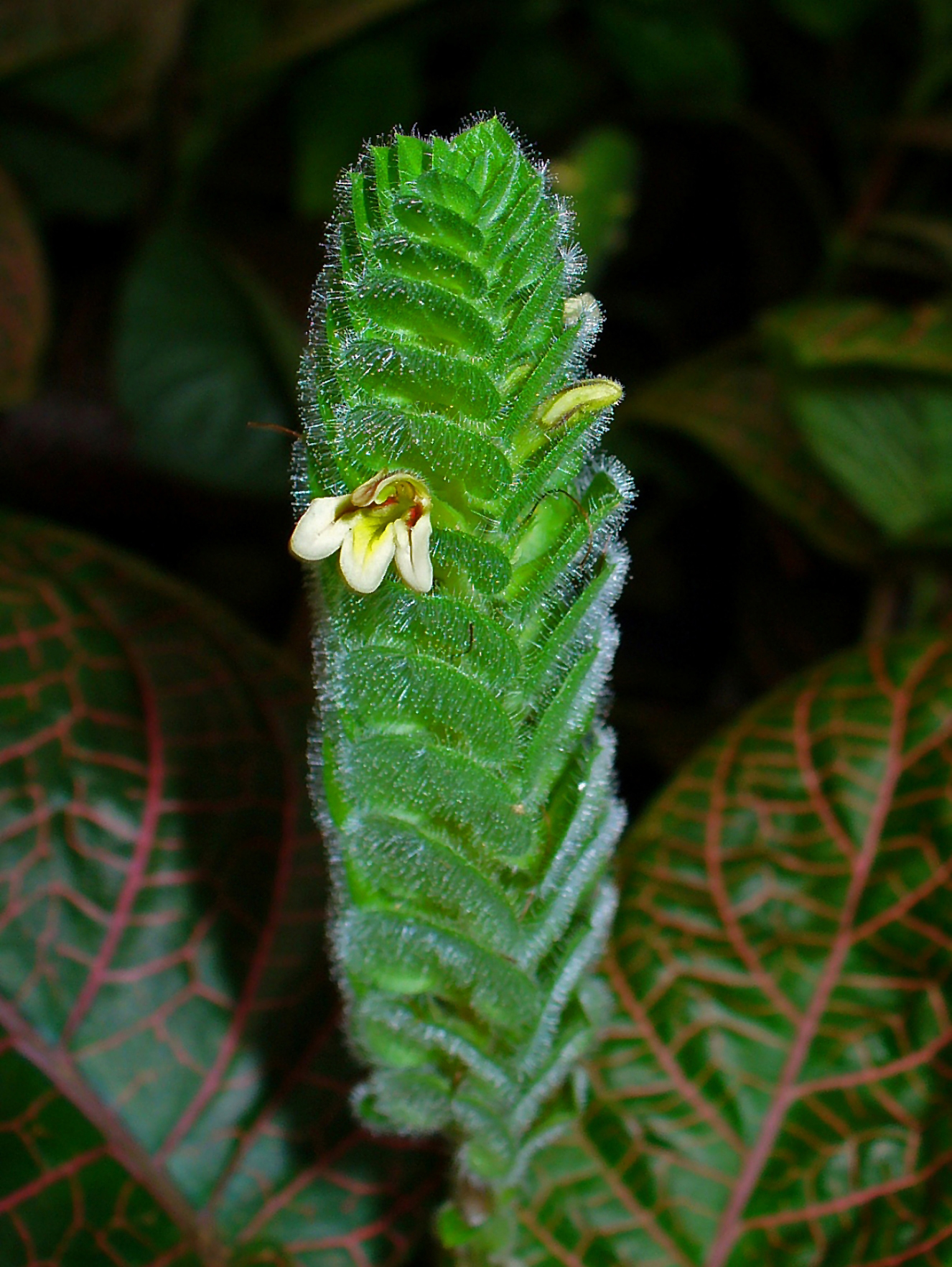
Inflorescencia

Es una planta herbácea perenne, de tallos rastreros y pubescentes. Las hojas son enteras de 3 a 5 cm de largo, de color verde claro y con nervaduras blancas. Las flores son pequeñas dispuestas en espigas poco vistosas.

## Cultivo
Su reproducción es por acodos (se reproduce por raíces) y requieren suelos francos y fértiles o sustratos a base de turba y tierra negra a partes iguales. No exige mucha luz, difusa. Mantener la humedad ambiental, para ello conviene rociar en verano casi a diario con pulverizador y 2 o 3 veces a la semana en invierno. Es resistente al frío.
- Plagas y enfermedades: no reportadas

- Usos: Utilizada como planta ornamental.

En la amazonia ecuatoriana los indígenas utilizan las hojas para dar a los perros cazadores.

## Sinonimia
- Fittonia albivenis (Lindl. ex Veitch) Brummitt
- Adelaster albivenis Lindl. ex hort. Veitch (basionym)
- Fittonia argyroneura Coem.
- Fittonia verschaffeltii var. argyroneura (Coem.) Regel
- Gymnostachyum verschaffeltii[1]